# Тунунак (аэропорт)
Аэропорт Тунунак (англ. Tununak Airport), (ИАТА: TNK, FAA LID: 4KA) — государственный гражданский аэропорт, расположенный в 1,85 километрах к юго-западу от района Тунунак (Аляска), США.

## Операционная деятельность
Аэропорт Тунунак расположен на высоте 4 метров над уровнем моря и эксплуатирует одну взлётно-посадочную полосу:
- 8/26 размерами 542 x 9 метров с гравийным покрытием.

По данным статистики Федерального управления гражданской авиации США услугами аэропорта в 2008 году воспользовалось 1 809 человек, что на 9,6 % меньше по сравнению с предыдущим годом (2 001 человек).
Тунунак включен Федеральным управлением гражданской авиации США в Национальный план развития аэропортовой системы страны в качестве аэропорта, предназначенного для обслуживания авиации общего назначения.